# 巫山长江大桥
巫山长江大桥又名巫峡长江大桥，位于中國重庆市巫山县巫峡口，是一座钢管混凝土中承式拱桥，项目总投资1.96亿元。大桥全长612.2米，桥面净宽19米，双向4车道，主跨492米。大桥引道全长7.4千米，路基宽8～12米，为山岭重丘二级路。它被称为“渝东门户桥”、“渝东第一桥”。

## 历史
2001年12月28日，重庆巫山长江大桥开工建设。2003年4月17日大桥钢管主拱合龙，2004年4月底大桥实现初通。2005年1月8日，正式竣工通车。
巫山长江大桥因设计独到获得同类桥梁的五项世界第一。包括组合跨径最大、每节段绳索吊装重量、吊塔距离、拱圈管道直径和吊装高度等。其中主跨492米，超过万州长江大桥（420米）居世界拱桥第一，而建设中的重庆朝天门长江大桥主跨首次超过了500米，达546米，建成后将成为新的拱桥世界冠军。

## 图片集

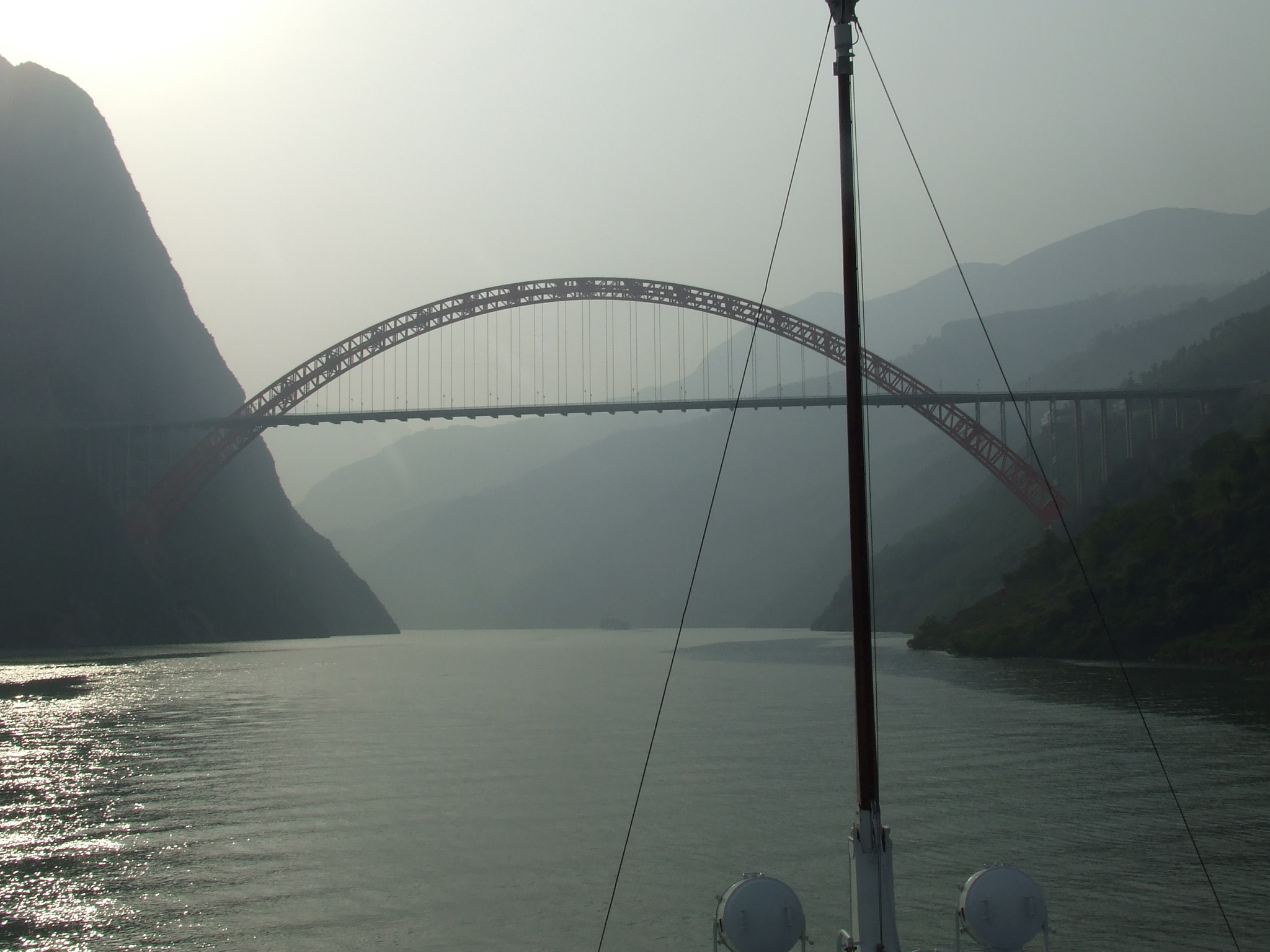
巫山长江大桥1
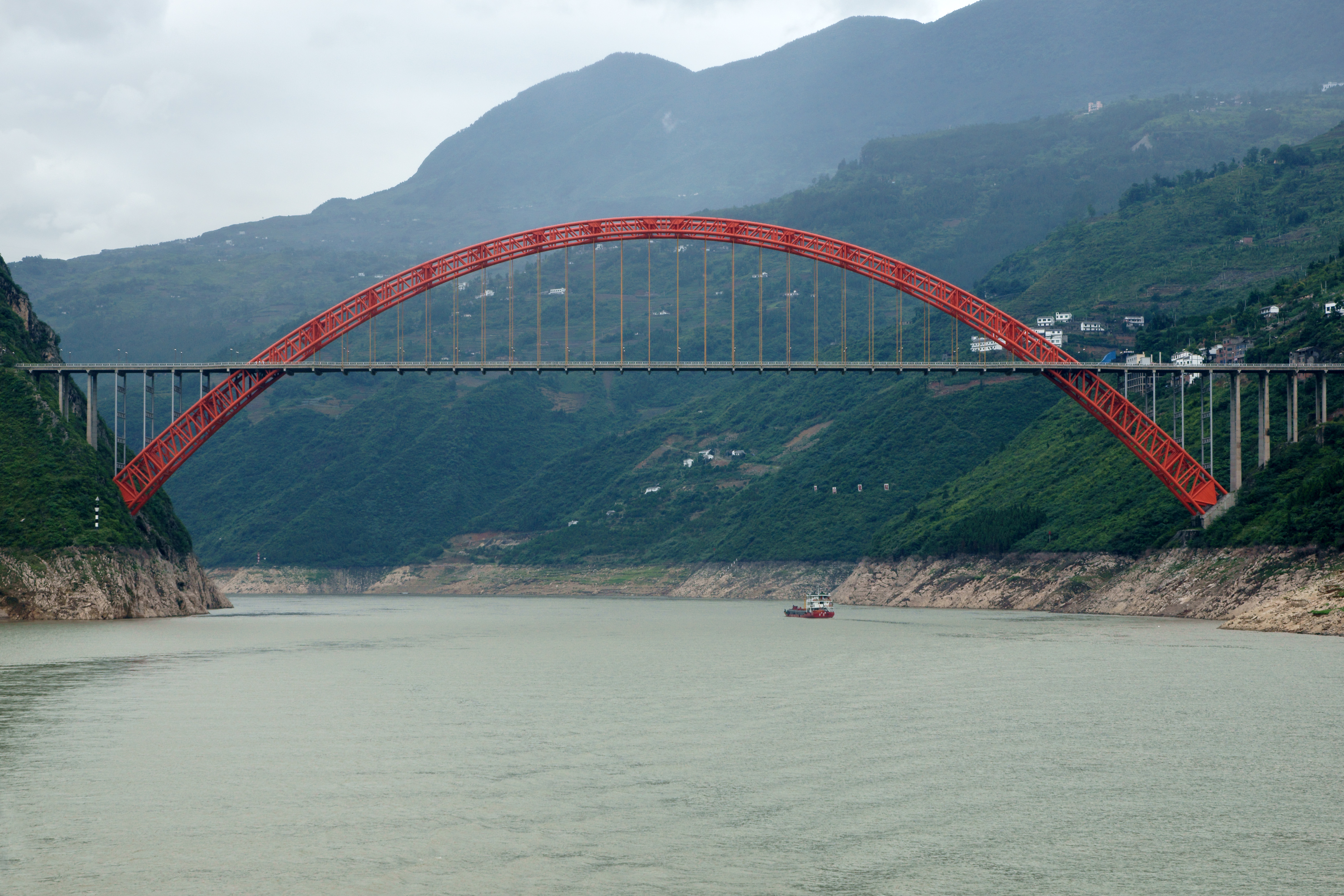
巫山长江大桥2